# Liste des aéroports au Ghana
Ceci est une liste des aéroports du Ghana, triés par lieu.

## Aéroports
| Lieu          | OACI | AITA | Nom                              |
| ------------- | ---- | ---- | -------------------------------- |
| Accra         | DGAA | ACC  | Aéroport international de Kotoka |
| Ada           | DGAD |      | Piste d'atterrissage d'Ada       |
| Bole (en)     | DGLB |      | Piste d'atterrissage de Bole     |
| Ho            | DGAH | HZO  | Aéroport de Ho (en)              |
| Kumasi        | DGSI | KMS  | Aéroport de Kumasi               |
| Obuasi        |      |      | Aéroport d'Obuasi (en)           |
| Paga (en)     | DGLN |      | Aéroport de Navrongo (en)        |
| Saltpond (en) | DGAS |      | Piste d'atterrissage de Saltpond |
| Sékondi       | DGTK | TKD  | Aéroport de Takoradi (en)        |
| Sunyani       | DGSN | NYI  | Aéroport de Sunyani (en)         |
| Tamale        | DGLE | TML  | Aéroport de Tamale               |
| Wa            | DGLW | WZA  | Aéroport de Wa (en)              |
| Wenchi        | DGSW |      | Piste d'atterrissage de Wenchi   |
| Yendi         | DGLY |      | Aéroport de Yendi (en)           |